# تاوره
تاوره (به عربی: تاورة) یک شهرداری در الجزایر است که در استان سوق اهراس واقع شده‌است.